# Planistromella cattleyae
Planistromella cattleyae är en svampart som först beskrevs av E.K. Cash & A.M.J. Watson, och fick sitt nu gällande namn av Aptroot 2006. Planistromella cattleyae ingår i släktet Planistromella och familjen Planistromellaceae.   Inga underarter finns listade i Catalogue of Life.